# SN 2011ca
SN 2011ca – supernowa typu Ic odkryta 26 kwietnia 2011 roku w galaktyce NGC 4495. W momencie odkrycia miała maksymalną jasność 17,20m.